# Kaspische slijkgarnaal
De Kaspische slijkgarnaal (Chelicorophium curvispinum; Synoniem Corophium curvispinum) is een vlokreeftensoort die zich succesvol heeft weten te vestigen in Nederland en België. De Kaspische slijkgarnaal bereikte Nederland via onder meer het Main-Donaukanaal. De eerste waarnemingen in Nederland en België dateren uit de jaren 1980.
In Nederland en België wordt de soort aangetroffen in zoete tot licht brakke wateren. Hier vindt het zijn habitat op harde substraten zoals de stortstenen oevers en kribben van Rijn en Maas. Met de in het water aanwezige slib bouwt deze vlokreeft modderige kokertjes, waarin hij zich beschermd weet tegen vijanden. Op deze manier worden grote modderige kolonies gevormd van zo'n 7000 individuen per m2. Met deze hoge dichtheden verdringt het andere bewoners van de stenen oevers, zoals de driehoeksmossel en de inheemse slijkgarnaal Apocorophium lacustre.
Er wordt wel een verband gelegd tussen de opmars van de Kaspische slijkgarnaal in het Rijnstroomgebied en de Sandozramp in 1986. In Bazel kwamen toen na een brand grote hoeveelheden bestrijdingsmiddelen in de Rijn terecht. Dit veroorzaakte tot ver benedenstrooms sterfte onder het dierenleven in de Rijn, ook onder kreeftachtigen. Verondersteld wordt dat de ramp leidde tot lege niches in het ecosysteem, waar nieuwe soorten zich makkelijk konden vestigen.
De Kaspische slijkgarnaal filtert zijn voedsel (algen) uit het water. Door de nog steeds hoge nitraatconcentraties in het water, zijn algen volop aanwezig in het water van Rijn en Maas. Met bovendien een hoge tolerantie voor vervuiling en lage zuurstofgehalten, en het ontbreken van predatoren, heeft deze vlokreeften-soort zich snel in het Rijnsysteem weten te ontwikkelen. Met de komst van Pontokaspische vlokreeft, lijkt zich echter ook een geduchte predator te hebben gemeld in het Rijnsysteem.